# Punkah

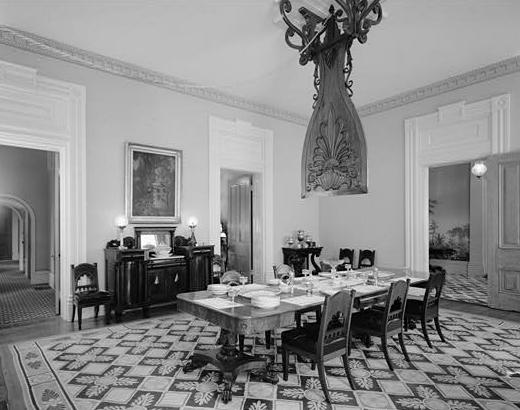
Un punkah in una casa di Natchez, Mississippi, Stati Uniti

Il punkah (pronuncia Hindi: pankha) è un tipo di ventilatore usato nei primi anni del 500 a.C. Nel suo senso originario, il punkah era una ventola portatile realizzata con foglie di Palmyra.
Nell'era coloniale il termine venne in uso, in particolare da parte degli anglo-indiani dell'India britannica, per indicare un grande ventaglio basculante, fissato al soffitto e azionato da un inserviente, un coolie detto "punkawallah".
La data di quest'invenzione non è conosciuta, ma era nota agli Arabi già nell'VIII secolo. Il Punkah non venne comunemente usato in India prima della fine del XVIII secolo.

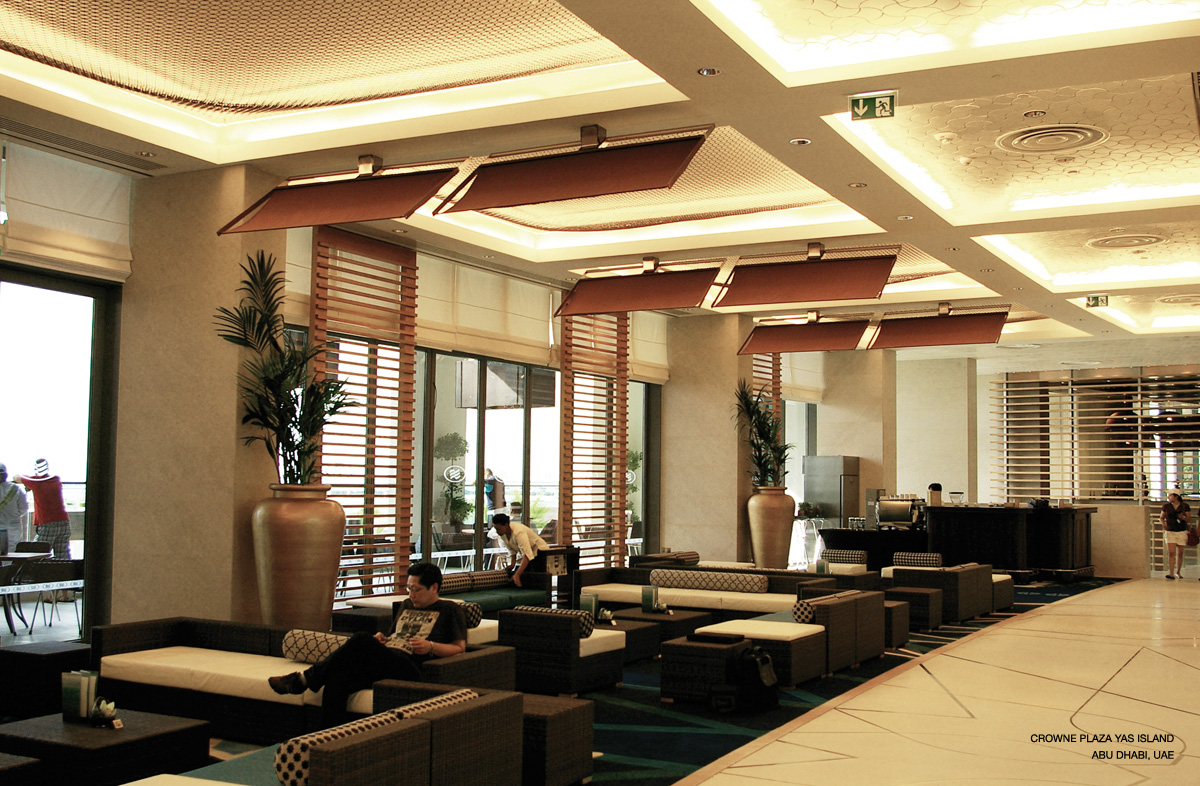
Moderno sistema di punkah al Crowne Plaza Yas Island hotel di Abu Dhabi

Dall'inizio del XX secolo, nelle caserme e in altri grandi edifici, sistemi elettrici di azionamento soppiantarono largamente quello manuale.
In lingua inglese il termine punkah louvre viene usato per indicare le bocchette di ventilazione orientabili dei sistemi di aria condizionata, come quelle sugli aerei o altri mezzi di trasporto passeggeri.